# 1997 w Wojsku Polskim
Kalendarium Wojska Polskiego 1997 - strona przedstawia wydarzenia w Wojsku Polskim w roku 1997.

## Marzec
12 marca
- na stanowisko dowódcy 55 Pułku Przeciwlotniczego wyznaczony został ppłk dypl. Zdzisław Witos

## Maj
6 maja
- 21 Batalion Dowodzenia w Rzeszowie otrzymała imię gen. dyw. Zygmunta Bohusza-Szyszki[1]

30 maja
- płk dypl. Lech Kamiński przyjął obowiązki dowódcy 5 Kresowej Dywizji Zmechanizowanej, a dotychczasowy dowódca płk Mieczysław Stachowiak został dowódcą 12 Dywizji Zmechanizowanej[2]

## Czerwiec
6 czerwca
- 29 Szczecińskiej Brygady Zmechanizowanej im. Króla Stefana Batorego obchodziła swoje święto

13-22 czerwca
- Manewry BALTOPS na Bałtyku z udziałem polskich okrętów OORP "Orzeł", "Kaszub", "Rolnik", "Hutnik", "Grom", "Piorun", "Bukowo", "Drużno", "Hańcza", "Nakło", "Lech" i lotnictwa morskiego; wizyta okrętów państw biorących udział w manewrach w Gdyni[3].

## Wrzesień
24 września
- 25 Batalion Łączności w Skierniewicach otrzymał imię mjr. Zygmunta Chimiaka[4]

26 września
- 10 Batalion Zabezpieczenia Zapasowego Stanowiska Dowodzenia w Ostródzie otrzymał imię gen. dyw. Stanisława Fiszera[5]

## Listopad
24 listopada
- Minister Obrony Narodowej wydał zarządzenie w sprawie utworzenia 2 Brygady Lotnictwa Taktycznego

## Grudzień
2 grudnia
- rozpoczął się proces rozformowania 5 Kresowej Dywizji Zmechanizowanej, a część jednostek została podporządkowana 4 Lubuskiej Dywizji Zmechanizowanej w Krośnie Odrzańskim[6]

4 grudnia
- pułk ochrony w Warszawie otrzymał imię patrona gen. dyw. Bolesława Wieniawy-Długoszowskiego[7]

21 grudnia
- szef Wojskowych Służb Informacyjnych kadm. Kazimierz Głowacki przekazał dowodzenie gen. bryg. Tadeuszowi Rusakowi

31 grudnia
- rozformowano 29 Szczecińską Brygadę Zmechanizowaną